# 房地产

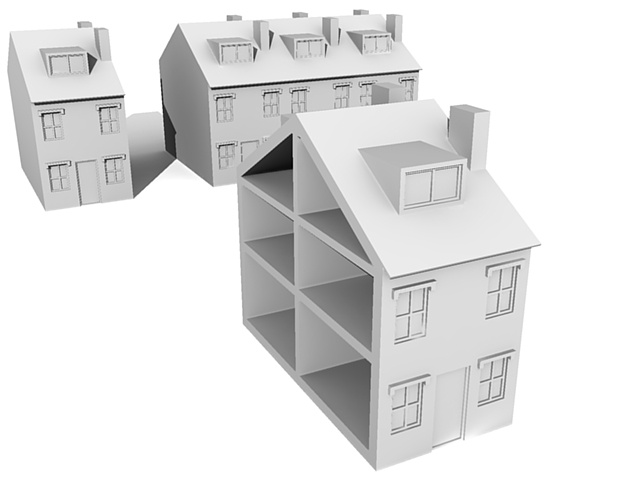
房产模型

房地产是指覆盖土地并永久附着于土地的一类实物（比如建筑物）的產權歸屬。随着个人财产所有权的发展，房地产已经成为商业交易的主要组成部分。购买房地产是一种重要的投资方式。

## 與不動產差異
房地产的房屋與土地屬於不动产（英語：real estate）的一種，而非动产（英語：personal property，也被称作英語：或者英語：）。不动产包含房地产中的房屋與土地，另外還可能包含橋梁、樹木、農作物等非房地產的土地定著物的產權；房地产除了房屋與土地屬於不動產以外，還包括建造中未完工的預售屋的產權。在不动产（英語：immovable property）归于民法权限下，普通法中會將不动产（英語：real estate）和房地产（英語：real property）分別看待。

## 型態
房地產有三种形态：土地 、建筑物、房地合一。在房地产拍卖中，其拍卖标的也可以有三种存在形态，即土地擁有權（如臺灣）或土地使用权（如中國大陸及越南），建筑物和房地合一状态下的物质实体及其权益。

## 特性
房地產的特性有重視前期策劃、長期服務的不可移動性（英語：Immobility）、具有保值功能的投資與消費雙重特性（英語：Duality）、稀少性（英語：Scarcity）、受法律管制的不可分割性（英語：Indivisibility）、資金需求量大、投資期長的高風險不確定性（英語：Risky）等特性。

## 用途

### 自用
持有房地產是自用的消費行為，也可以是改善生活機能與日後房地產價格看漲的選擇權的投資行為，兼具消費與投資的雙重特性（英語：Duality）。

### 出租
購買房地產與租賃房地產所需的租金之間的倍數關係視捷運、商圈、建案設計規劃、建商品牌等因素而定，在供需穩定的房地產市場中，購屋與租屋金額的倍數會是穩定的，當房地產投機氣氛濃厚造成房價上漲時，購屋與租屋金額倍數會上升，但也因房價上升導致購買力下降，讓原本地購屋族轉而租屋又讓房租上升，此時購屋與租屋金額比例又下降。房地產購買資金與月租金的倍數在每個國家地區之間都不相同，當購屋金額與租屋金額倍數與長期平均值相比偏高時，代表房地產產生泡沫現象。

### 抵押

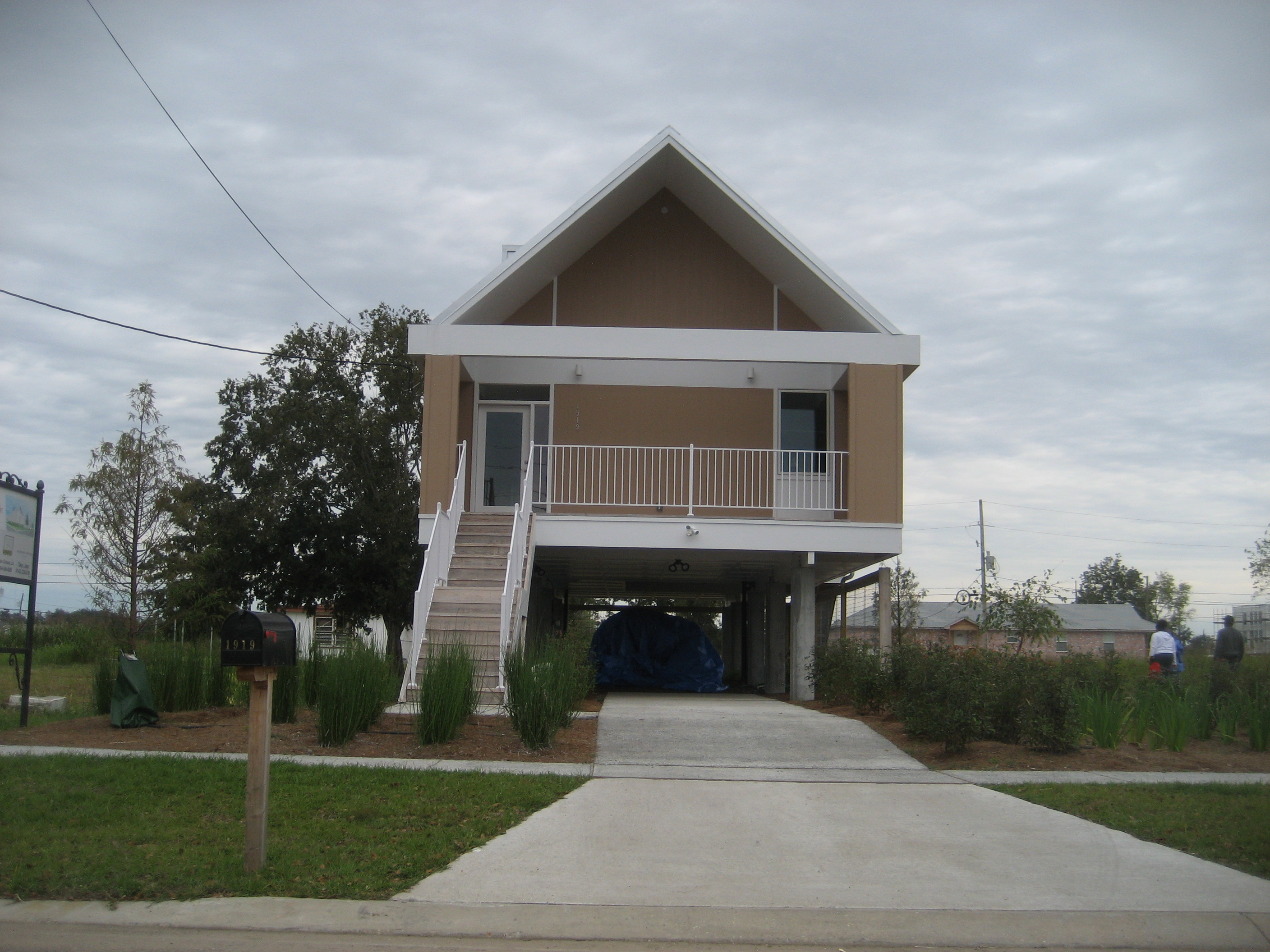
美國獨棟房屋

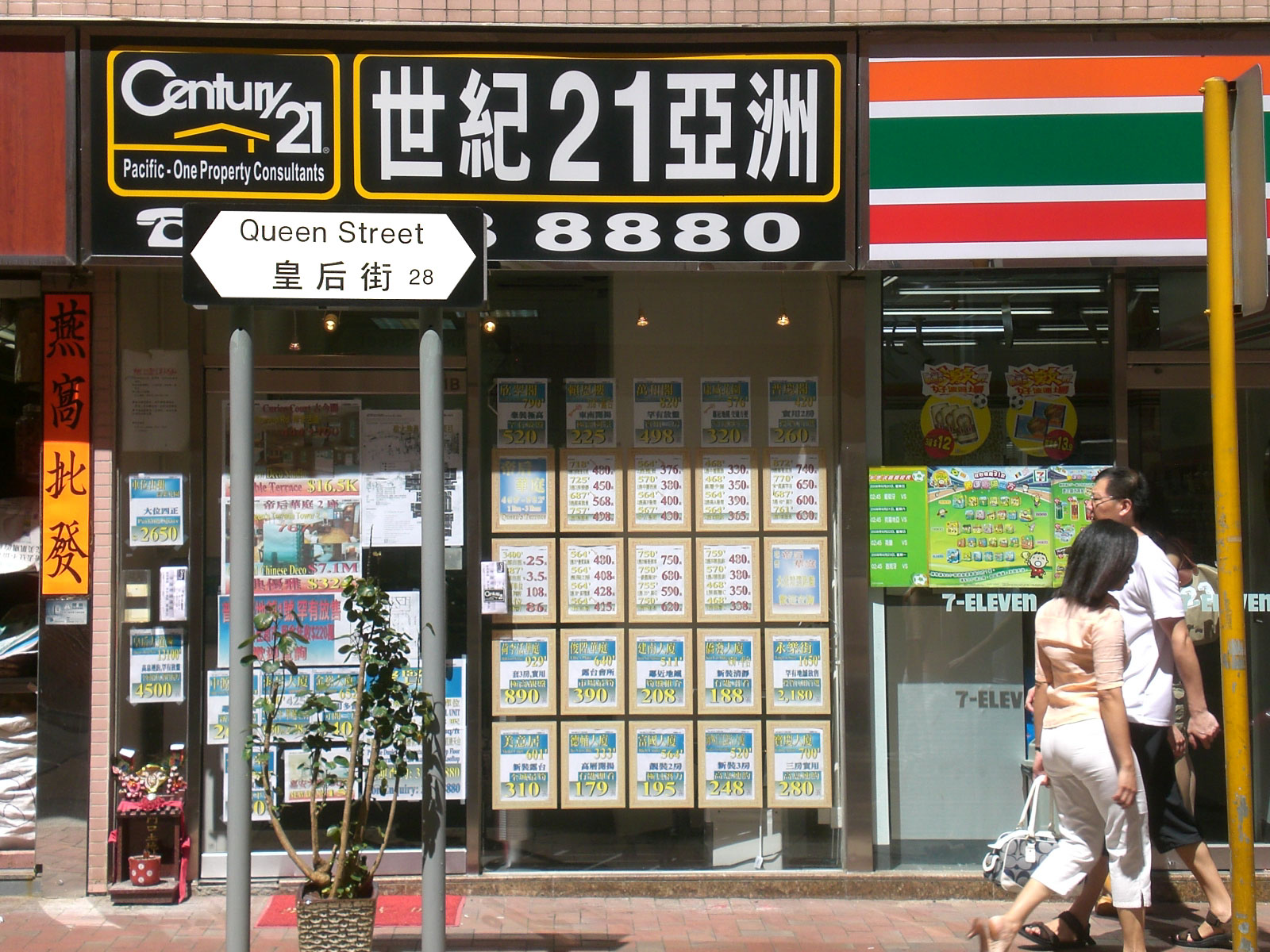
香港一家房屋仲介

近年来，很多经济学家都认识到有效的不动产法律的缺位将使得在发展中国家的投资面临很大的障碍。无论一个国家是贫穷还是富足，土地和依存土地的房产都是社会财富的一个重要组成部分。在大多数发达经济体中，个人和小型公司用来购买或开发土地和建筑物的资金主要来源于银行抵押贷款，也就是用不动产的价值来开发其本身。银行大多非常乐于以比较低的利率发放这样的贷款，因为一旦借款人无法清偿贷款，银行可以取消借款人的抵押物赎回权，然后请求法庭将土地所有权转移给银行并将土地出售以拿回属于他们的钱。然而许多发展中国家并没有对抵押物赎回的有效法律保障，所以抵押贷款在那里要么没有开展，要么只有特定的社会阶层才能使用。

### 證券
金融業人士利用房地產證券化來促使金融市場多元化，以促進不動產資產的資金流動。

## 職業
在宏觀經濟學領域，購房被視作投資行爲，而非消費行爲。
每一块土地依據用途都有完全不同的特性，並且房地產用途又可分为住宅地产，商业地产和工业地产等专业种类，所以房地产业的職業類別已经衍生出几个截然不同的领域，常见的几种房地产職業類別有：

### 估价
专业的价值评价服务，为了促成交易，一般需要专家进行不动产估价

### 经纪业务
促成买卖双方交易的服务

### 开发
建造或移除房屋以达到促进土地使用等服务的地產發展商

### 物業管理
为产权所有人管理不动产的服务

## 经济规模
根据《经济学家》杂志关于发达国家2002年底总资产的评估，房地产占总资产54%，金融资产占总资产46%。银行存款，保险预留款和人力资本都没有计算在上述资产中。同时也不能肯定是否已将所有的负债和权益列示在内。
住宅地产：48兆美元
商业地产：14兆美元
权益：20兆美元
政府债券：20兆美元
公司债券：13兆美元
总额：115兆美元

### 香港

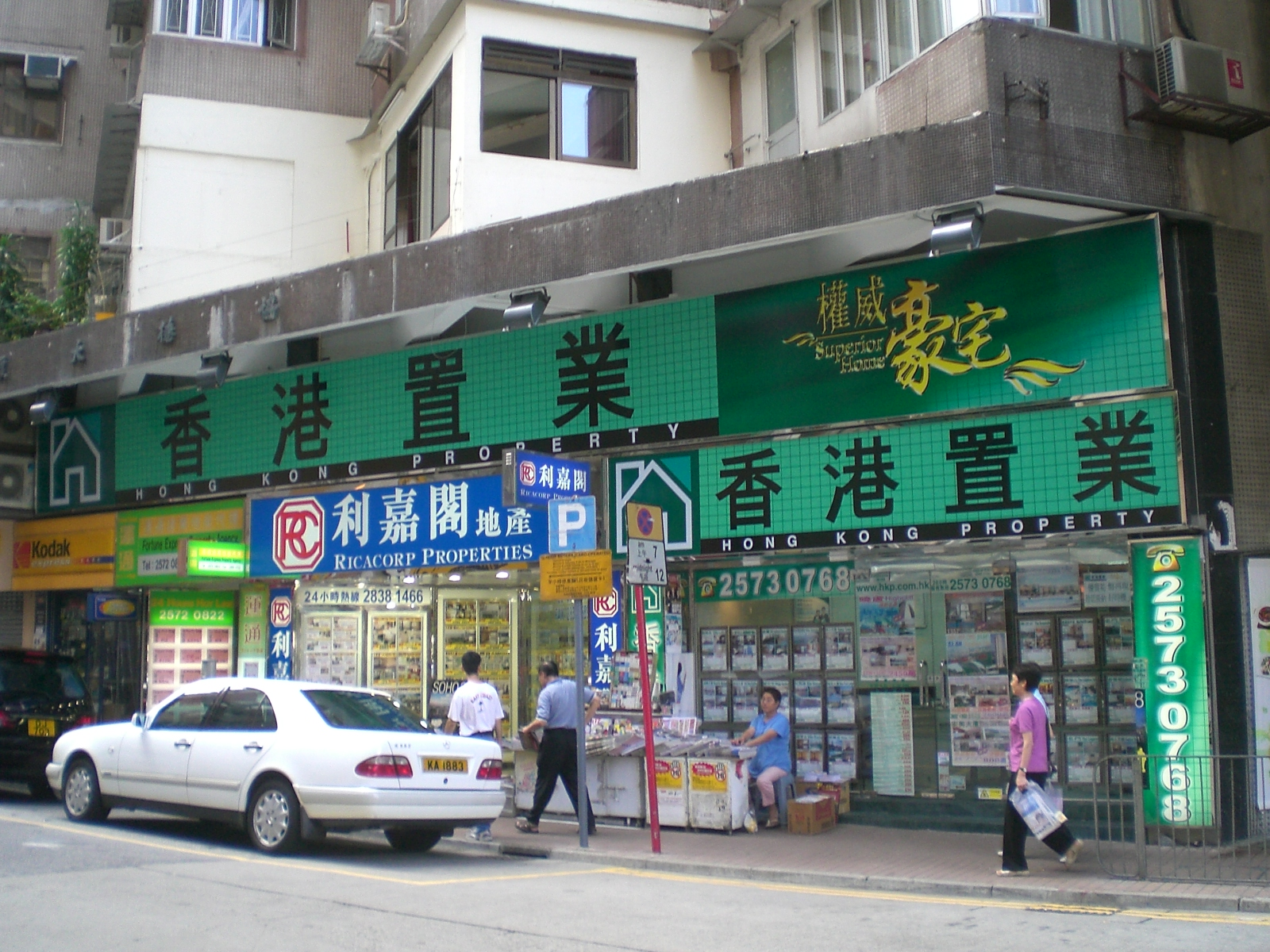
街道上滿佈着地產仲介公司是香港街頭的特色之一

## 发展

### 臺灣
1. 耕地三七五減租條例、耕者有其田
2. 國共內戰後眷村移民遷入
3. 大量興建軍警公教住宅
4. 放寬遺產稅
5. 長期低利率管制
6. 計劃調升非自用的政府稅捐

## 稅目
- 增值稅
- 物業稅
- 資本利得稅
- 奢侈稅

## 相關条目
- 美國房地產泡沫化
- 住宅負擔能力指數
- 負資產
- 房地產經濟學
- 房地產自有率
- 樓盤管理系統
- 樣品屋
- 炒作房地產

## 外部連結
- 中華民國建築開發商業同業公會全國聯合會
- 潘石屹：房地产是快撞冰山的泰坦尼克 （页面存档备份，存于） 中国经济网 2014-05-28